# Bressay
Bressay és una illa d'Escòcia, situada a les illes en l'arxipèlag de les Shetland. Es troba al sud de Whalsay, a l'oest de Noss i al nord de Mousa. Amb 28 km², és la cinquena illa més gran de les illes Shetland. La població és de 384 persones, concentrades en Glebe, Fullaburn i Maryfield. Té una alçada màxima de 226 msnm al cim del Ward of Bressey.
El nom de l'illa va ser escrit l'any 1263 com Breiðoy (nòrdic antic "illa ampla"). L'any 1490 l'illa es coneix com a "Brusoy" - "illa de Brusi".
Bressay té un gran nombre d'aus migratòries, especialment a l'oest de l'illa. El llac de Grimisetter és un refugi per a aus xanqueres i cignes cantores. En l'extrem sud, hi ha una colònia de paràsits cuapunxeguts.